# Zenon Komorowski
Zenon Komorowski (ur. 1 czerwca 1929 w Gróbcach) – polski działacz ruchu ludowego, polityk, poseł na Sejm PRL VII i VIII kadencji.

## Życiorys
Działał w Związku Młodzieży Wiejskiej RP „Wici” i od 1950 w Zjednoczonym Stronnictwie Ludowym, gdzie zasiadał w Wojewódzkim Komitecie partii we Włocławku. Od 1955 do 1977 był radnym rad narodowych niskiego szczebla. Prowadził indywidualne gospodarstwo rolne. W latach 1976–1985 pełnił mandat posła na Sejm PRL z okręgu Włocławek. Zasiadał w Komisji Górnictwa, Energetyki i Chemii, Komisji Obrony Narodowej oraz w Komisji Górnictwa, Energetyki i Wykorzystania Zasobów Naturalnych.
Otrzymał Złoty Krzyż Zasługi.